# Ioana Joca
Ioana Joca (n. 23 februarie 1979) este o regizoare de origine română care trăiește actualmente în Scoția, Marea Britanie.  Născută în Cluj-Napoca în 1979, Joca se mută la Constanța la vârsta de 4 ani. Studiază timp de 4 ani Jurnalistica în București. În 2003, la scurt timp după absolvirea facultății, primește o bursă de la Uniunea Europeană. Cu această bursă va lucra timp de 14 luni în Saarbrucken, Germania. Cu ajutorul unei a doua burse de la EU și cu cel al companiei britanice de film  Flechette Films, Joca realizează filmul ei de debut Bunicii, un documentar despre proprii bunici care locuiesc în Poșaga, Transilvania. Filmul a primit în noiembrie 2005 două nominalizări ale Academiei Britanice de Film și Televiziune BAFTA din Scoția. În momentul de față Joca continuă să lucreze ca jurnalistă și regizoare independentă. Totodată, ea este consultantă pentru România a industriașului britanic Per Lindstrand.